# Старият чинар (Смолян)
Старият чинар е вековно дърво от вида източен чинар (Plantatus orientalis) в Смолян.

## Описание
Дървото е с височина 25 m. Обиколката на дънера му е около 7 m, а короната му е с площ 600 m2. Опазва се от 28 март 1968 г.

## История
Дървото е пренесено от Беломорието през 1720 г. То е един от символите на стария Смолян. Около него се е намирал „Хуриет Мегдан“, прекръстен по-късно на площад „Свобода“. Това е културното и духовно средище на Пашмакли. В близост до чинара се намира централната джамия на града и протича река Черна.